# Рой Едвард Дісней
Рой Едвард Дісней (англ. Roy Edward Disney, 10 січня 1930 — 16 грудня 2009) — американський художник-мультиплікатор, бізнесмен та керівник компанії The Walt Disney, яку заснували його батько Рой Олівер Дісней та дядько Волт Дісней. У 2006 році журнал Forbes оцінив його статок у $1,2 млрд.

## Біографія
Народився в Лос-Анджелесі у родині Роя О. Діснея та Едни Дісней. Після закінчення коледжу Помони у 1951 році він почав працювати у «The Walt Disney Productions» помічником режисера та продюсера. Талановитий хлопець вже 1959 року отримав кінопремію «Оскар» за короткометражний фільм «Mysteries of the Deep» (Таємниці глибини). У 1967 році Рой увійшов до складу директорів компанії.
Як продюсер і режисер Рой Едвард Дісней працював на студії Disney аж до 1977 року, після чого він покинув компанію, ставши незалежним продюсером та інвестором. Різка зміна поля діяльності принесла цілком успішні плоди: у 1978 році Дісней заснував інвестиційну компанію Shamrock Holdings Inc., сумарний обсяг фондів якої становив майже півтора мільярда доларів. Втім, через сім років Рой знову повернувся на студію Disney, на цей раз очоливши підрозділ анімації. Це призначення виявилося для корпорації незвичайно успішним: саме з приходом Роя анімаційний підрозділ Disney отримало, практично, друге життя, випустивши безліч всесвітньо відомих на сьогодні стрічок (так званий «Діснеївський ренесанс»), серед яких Русалонька, Красуня і чудовисько, Аладдін та Король Лев. Незабаром Рой Дісней став віце-головою ради директорів і очолив відділ анімації. Його метою було відродження традиційної мультиплікації і йому це вдалося після виходу на екрани мультфільму Фантазія-2000 у 1999 році.
У 2003 році почалась корпоративна битва з Майклом Айснером. Рой заявляв, що компанія зазнає величезних збитків, оскільки їй доводиться утримувати кілька відеоканалів, у той час як анімаційна діяльність, головна складова «Disney», абсолютно занедбана. Рой здобув перемогу, а Майкл Айснер подав у відставку. Після його звільнення в корпорацію The Walt Disney влилася студія «Pixar», яка випустила такі шедеври анімації як «Історія іграшок», «Корпорація монстрів», «В пошуках Немо», «Тачки» та інші.
Рой Дісней пристрасно захоплювався вітрильним спортом. Він встановив декілька швидкісних рекордів, зокрема перехід з Лос-Анджелеса до Гонолулу на однокорпусному човні в рекордний термін — 7 днів, 11 годин, 41 хвилина, 27 секунд.
У 1993 році Рой отримав нагороду «Легенда Діснею» за заслуги перед корпорацією. 26 квітня 2008 року Рой отримав почесний докторський ступінь від Каліфорнійської морської академії за значний внесок у розвиток штату і нації, особливо вітрильного спорту.
У січні 2007 року 77-річний Рой розлучився зі своєю дружиною Патрицією Енн Дейлі, з якою він прожив у шлюбі понад 52 років і мав 4 дітей. 2008 року Рой одружився з Леслі ДеМеуз.
Рой Едвард Дісней помер від раку шлунка 16 грудня 2009 року у лікарні Hoag Memorial Hospital в Ньюпорт-Біч, штат Каліфорнія. Його тіло було піддано кремації, а попіл розвіяний над морем з яхти в районі гавані Ньюпорт-Біч.

## Благодійність
Рой Едвард Дісней входив у рейтинг 400 найбагатших людей США за версією журналу Forbes, та у списки мільярдерів 2004–2005–2006. Велику частину свого статку від жертвував на благодійність. Він особисто профінансував відкриття благодійного центру Roy E. Disney Center for the Performing Arts у Нью-Мексико, а навесні 2010 року (вже після його смерті) у Каліфорнії відкрився центр боротьби з онкологічними захворюваннями Roy and Patricia Disney Family Cancer Center. Крім того, Рой входив до складу ради директорів комітету США Дитячого фонду ООН, а також був членом ради директорів благодійного фонду Ronald McDonald House Charities.